# Florian Fischer (Schauspieler, 1978)
Florian Fischer (* 31. August 1978 in München) ist ein deutscher Schauspieler und Sprecher.

## Karriere
Seine erste Rolle hatte Fischer als Henrik Sandmann in der ARD-Serie Aus heiterem Himmel. Nach dem Abitur übernahm er Gastrollen in verschiedenen Serien und spielte Theater (u. a. in Der zerbrochne Krug unter der Regie seines Kollegen Konstantin Moreth). Fischer war an mehreren Hörspielproduktionen des Bayerischen Rundfunks beteiligt und spielte von 2007 bis 2008 die Rolle des Andreas Ertl in der Serie Dahoam is Dahoam.

## Privates
Fischers Sohn Felix von Opel, der im August 2001 in München geboren wurde, ist ebenfalls Schauspieler. Dessen Mutter Sonja von Opel ist eine Enkelin von Georg von Opel.

## Filmographie

### Serien
- 1995–1998: Aus heiterem Himmel
- 2000: Wilder Kaiser
- 2000: SOKO 5113 (Episode Feuer und Wasser)
- 2000: SOKO 5113 (Episode Ein besseres Leben)
- 2000: Tatort  – Viktualienmarkt (Fernsehreihe)
- 2000: Der Alte (Episode Die Schwestern und der Tod)
- 2001: Die Rosenheim-Cops (Episode Schweigegeld)
- 2001: Der Alte (Episode Bittere Rache)
- 2001: SOKO Leipzig (Episode Börsenfieber)
- 2002: Doppelter Einsatz (Episode Langer Samstag)
- 2002: Im Namen des Gesetzes (Episode Das Attentat)
- 2002–2008: Forsthaus Falkenau (13 Folgen)
- 2007: Der Bulle von Tölz: Krieg der Camper
- 2007–2008: Dahoam is Dahoam
- 2009: Die Rosenheim-Cops – Ein tödliches Projekt
- 2012: Tatort – Schmuggler
- 2012: Hubert und Staller (Episode Ein Stück vom Kuchen)
- 2014: Pfarrer Braun – Brauns Heimkehr
- 2018: Hubert und Staller (Episode Weiblich, böse, tot)
- 2020: SOKO Kitzbühel (Episode Mitten ins Herz)
- 2020: Der Komödienstadel: Nix geht mehr
- 2022: Watzmann ermittelt (Episode Feuer unterm Dach)

### Spielfilme
- 1998: Kleine Semmeln
- 1999: Wahnsinnig verliebt
- 2000: Sommerwind
- 2002: Liebe, Lügen, Leidenschaften
- 2002: Chickensalad to Disaster
- 2003: Lockruf der Vergangenheit
- 2004: Abgefahren – Mit Vollgas in die Liebe
- 2004: Neun
- 2012: Die Verführerin Adele Spitzeder
- 2019: Eine ganz heiße Nummer 2.0

## Synchronrollen (Auswahl)

### Filme
- 2010: Joel Fry als Steve Culley in Immer Drama um Tamara
- 2013: Dallas Roberts als Scotty in Bettie Page: Begehrt und berüchtigt
- 2015: Jean-Noël Brouté als Damien in Nur Fliegen ist schöner
- 2015: Ryan Cartwright als Terry in Vacation – Wir sind die Griswolds
- 2015: Laurent Lacotte als Lennart in Zu Zweit
- 2016: Kenan Thompson als Mitch in Die Sex-Wette – The Winner Takes It All

### Serien
- 2012: Ken Barnett als Staatsanwalt Carson Cistulli in In Plain Sight – In der Schusslinie
- 2014: Joshua Harto als Agent Henkins in Justified
- 2015: Patrick Murney als Petey „Mac“ Mackenna in Public Morals
- 2015: Bernhard Forcher als Botschafter Hugo Reiss in The Man in the High Castle
- seit 2017: Edward Hogg als Godfrey in Taboo